# Jakobstads arbis
Jakobstads arbis (Jakobstads svenska arbetarinstitut), är ett svenskspråkigt medborgarinstitut i Jakobstad, Finland grundat år 1912. Jakobstads Arbis verkar inom den fria bildningen och erbjuder i Jakobstadsregionen svenskspråkiga kurser, föreläsningar och onsdags event. Årligen producerar Jakobstads arbis 600 kurser och 20 onsdags event. Dryga 10 000 personer deltar i verksamheten. Kurserna varierar i längd och ämnen, såsom dans, data, gymnastik, historia, samhälle, hälsa, konst, mat, musik, miljö, språk och yoga.

## Historia
Jakobstads första arbetarinstitut var finskspråkigt och grundades år 1909. År 1911 föreslog finska arbetarinstitutet att staden Jakobstad grundar ett institut med en finsk och en svensk avdelning. År 1912 grundade Jakobstads fullmäktige en fond för ett tvåspråkigt institut, men först år 1919 inrättas det tvåspråkiga institutet. Verksamheten kom igång våren 1921 med sju ämnen: bokföring, svenska, finska, engelska, tyska, maskinritning och körsång. Efter vårterminen 1925 lades arbetarinstitutet ner på grund av bristande intresse bland folket. År 1935 återupprättades Jakobstads arbetarinstitut när en garantiförening, Understödsföreningen för arbetarinstitutet i Jakobstad r.f. bildas. Föreningen fick finansiellt stöd av Oy Ph.U. Strengberg Ab, Oy Wilhelm Schauman Ab, Oy Naula Ab, Jakobstads tryckeri samt Pedersöre Handelslag. Organisationen delades in i två skilda institut för svenskspråkiga och finskspråkiga år 1951.